# Philodendron uleanum
Philodendron uleanum är en kallaväxtart som beskrevs av Adolf Engler. Philodendron uleanum ingår i släktet Philodendron och familjen kallaväxter. Inga underarter finns listade.